# スズキ・WOLF250
スズキWOLF(TV250J/TV250K(AK)/TV250L)（スズキウルフ）は、スズキが1988年から1990年にかけて製造、販売していたオートバイのシリーズ車種である。RGV250Γ(RGV250)を基本とし、ストリート走行を意識して製作されたスポーツバイクである。通称名はスズキWOLF(ウルフ)、車名及び形式はVJ21A。
「スズキ・ウルフ」はスズキの2ストロークエンジン搭載車種の伝統的なペットネームであり、多数の排気量の車種が存在する為、ここでは1988年から1990年にかけて発売されたウルフの250㏄の排気量を持つ車種をWOLF250と呼称する。

## 概要
1988年3月に発売されたRGV250Γ(VJ21A)のネイキッド版として1988年6月に発売された。営業機種記号上はTV250J、TV250K、TV250AK、TV250Lの4モデルが存在する。K型とAK型の違いは速度警告灯の有無のみである。

## モデル一覧

### TV250J (VJ21A-104415～)
1989年2月に発売。

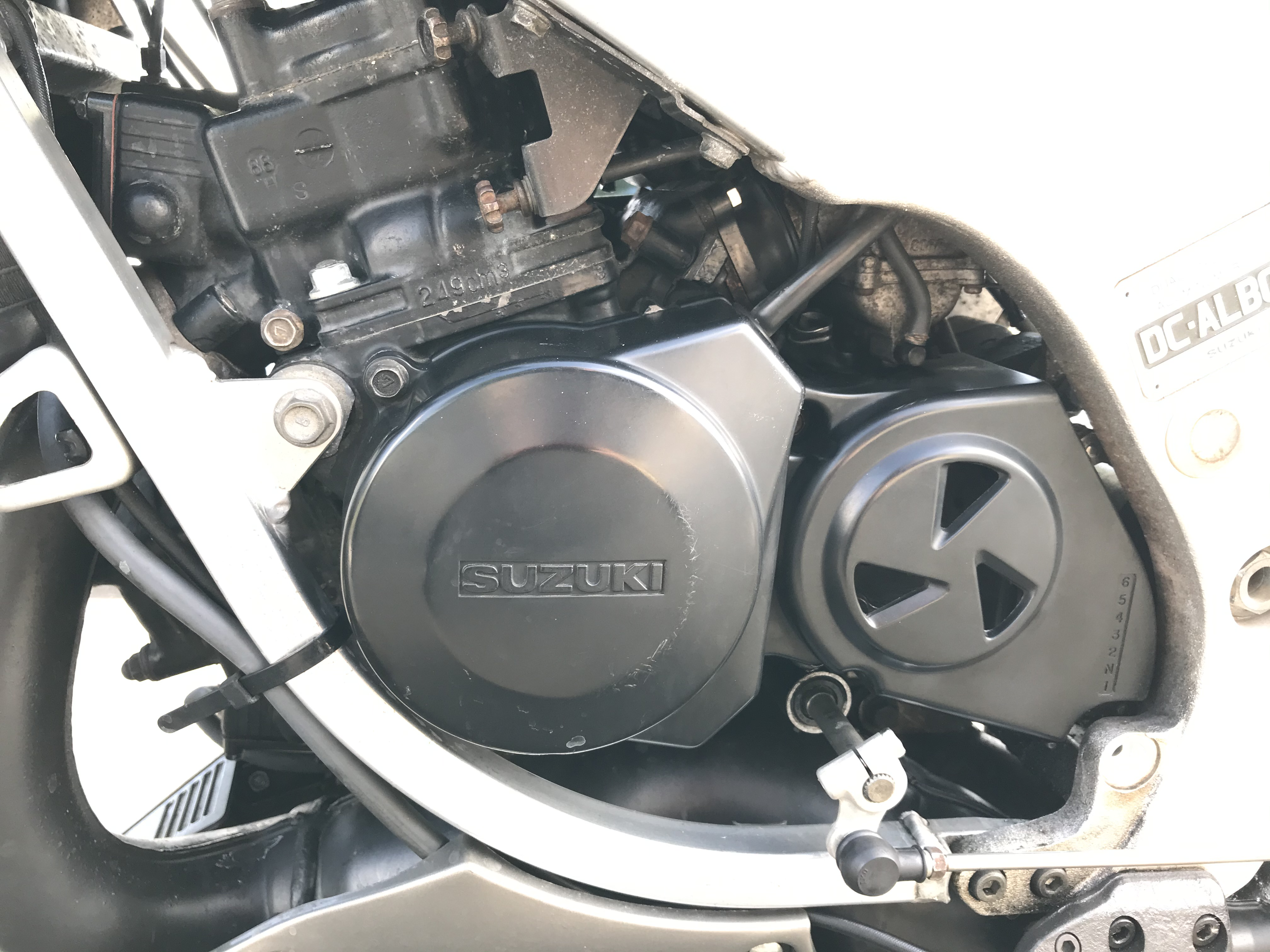
J205型エンジン

車体カラーはマーブルピュアレッド、スペースブラック。
エンジンはRGV250ΓのJ205エンジンをそのまま採用しているが、キャブレターセッティングは若干変更されている。
RGV250Γ(RGV250J)との主な相違点は以下の通り。
- ノンカウルにしてフレーム、メカ部を露出した外観に変更
- フロントブレーキディスクをダブルディスク(有効径255mm)から大型シングルディスク(有効径275mm)に変更
- フロントブレーキマスターのリザーバータンクが別体式から一体式に変更
- ヘッドランプに丸形を採用
- メーターパネルを速度計を中心とした配列に変更
- ラジエターを小型化し、ラジエターカバーを新設
- フロントサスペンションのプリロード機構を削除
- スプロケットを14丁/44丁から14丁/46丁に変更
- ハンドル高がRGV250Γと比較して高く設定

その他、ネイキッド化に伴ってスタンドスイッチ配線、排気デバイスのワイヤーの取り回しが小変更されている。

### TV250K/AK (VJ21A-118699～)
1989年1月に発売されたRGV250Γ(RGV250K)に併せてモデルチェンジ。TV250AKは速度警告灯付きモデル。
J型からの主な変更点は以下の通り。
- RGV250Γと同じく2速、3速の減速比を変更
- デジタル点火方式が採用され点火時期はTV250JがBTDC1°～22°、TV250KがBTDC10°～26°へ変更
- マフラーエンジン接合部の口径が36ミリから30ミリへ変更
- J型よりも低いステップ位置へポジション変更

その他、吸排気系(リードバルブ形状、マフラー)等部品番号が変更となっており、細かい修正が加えられている。

### TV250L (VJ21A-128334～)
1990年にRGV250ΓはVJ21AからVJ22Aへフルモデルチェンジが行われたが、WOLF250はVJ21Aのまま1989年12月に小変更を受けて発売された。価格は511,000円。主な変更点はキャブレターセッティング、ギアシフトスイッチ、コントロールユニットのリード線の変更、吸気効率を向上する目的でエアクリーナーボックスの金網の撤去がある。速度警告灯は廃された。
車体カラーにライトチャコールメタリックが追加された。

## その他モデル毎の変更点

### キャブレター

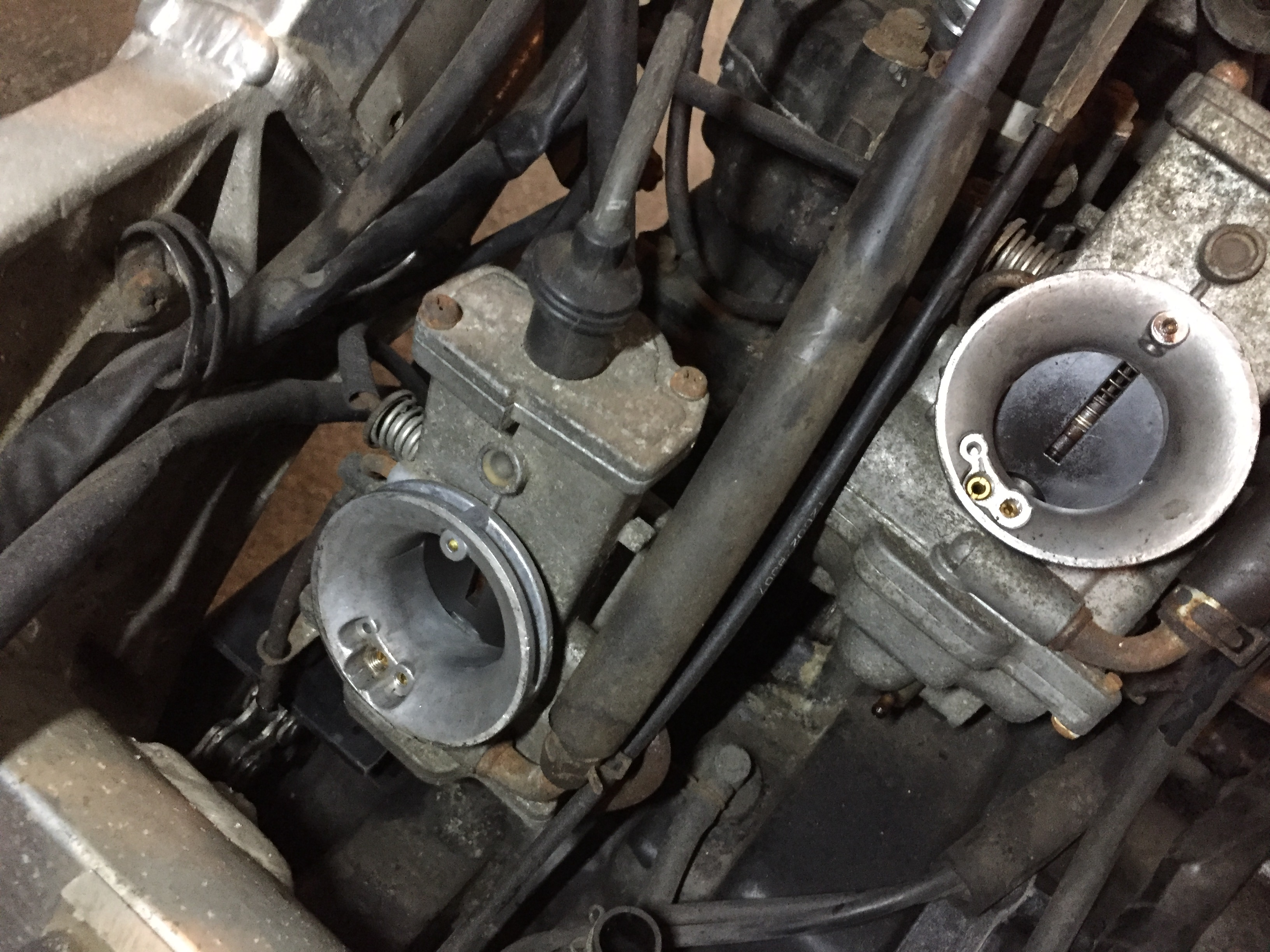
mikuni TM32

WOLF250は基本車両となるRGV250Γとはキャブレターの設定が独自に行われている。また年式によって設定の変更が続けられた。RGV250ΓはK型でキャブレターにエアソレノイドバルブを装着しエンジン状況によって空燃比を電子制御する機構が取り入れられたがWOLF250では採用されなかった。
| 項目  | TV250J                    | TV250K                    | TV250L      |
| ----- | ------------------------- | ------------------------- | ----------- |
| 刻印  | 38C00                     | 38C10                     | <<          |
| 油面  | 7.1±1                     | <<                        | <<          |
| M.J   | 190                       | 240                       | L210/R220   |
| J.N/L | L:6FL65-54-4/R:6FL65-54-4 | L:6CKF1-56-3/R:6CIF1-56-3 | <<          |
| N.J   | O-6                       | P-0                       | <<          |
| C.A   | 1.5                       | <<                        | <<          |
| P.J   | #25                       | #27.5                     | <<          |
| A.S   | -2.0                      | -1.25                     | <<          |
| V.S   | Φ2.5                      | <<                        | <<          |
| G.S   | #50                       | <<                        | <<          |
| PWJ1  | L:90/R:80                 | L:90/R:70                 | L:100/R:75  |
| PWJ2  | L:0.9/R:0.8               | L:0.9/R:0.7               | L:1.1/R:1.1 |

### 変速機
WOLF250の変速比はRGV250ΓのJ型、K型と同仕様となっておりJ型からK型で二速と三速がローギヤ化されている。
| 変速比 | TV250J | TV250K | TV250L |
| ------ | ------ | ------ | ------ |
| 一速   | 2.454  | <<     | <<     |
| 二速   | 1.625  | 1.684  | <<     |
| 三速   | 1.235  | 1.277  | <<     |
| 四速   | 1.045  | <<     | <<     |
| 五速   | 0.916  | <<     | <<     |
| 六速   | 0.840  | <<     | <<     |